# Poblat ibèric de Puig Castellar
Puig Castellar, també anomenat Mas Castellar, és un jaciment que es troba a Pontós (Alt Empordà), declarat Bé cultural d'interès nacional.
Es troba, al cantó de Mas Castellar, aplega quatre jaciments. Ha estat objecte de diverses intervencions arqueològiques.
En un dels jaciments s'hi va trobar l'òstracon de Pontós, un òstracon que duu una inscripció en signari ibèric nord-oriental i en llengua ibèrica.
El Poblat Fortificat, localitzat a la part meridional i central del Camp de Dalt, podria haver-se iniciat en un moment entre el bronze final i principis de l'edat del ferro i estava especialitzat en les tasques agrícoles i agropecuàries, com ho demostra l'existència de sitges domèstiques en cadascuna de les cases.
El Camp de Sitges, que ocupa una extensió aproximada de 2,5 ha repartides entre el camp de Dalt i el Camp de Baix, juntament amb altres indicadors econòmics (canvis en l'organització estructural de l'hàbitat i en la cultura material), posen de manifest el grau d'especialització econòmica que assoleix l'assentament a partir de finals del segle V i sobretot al llarg del segle IV aC, resultat de la reinserció de Mas Castellar dins la xarxa d'intercanvis comercials establerta per la colònia grega d'Empúries. Al marge de la seva primitiva funció com a estructures creades per a la conservació del cereal, la funció secundària de les mateixes un cop aquestes van ser amortitzades és la seva reutilització almenys en dos vessants: d'una banda la seva colmatació, bé per higiene, bé per evitar accidents, i de l'altra, la seva utilització com a dipòsits voluntaris de material de caràcter votiu, relacionat amb el culte a Demèter.
L'Establiment Rural, localitzat a l'est del Camp de Dalt, és  de característiques ortogonals amb un carrer ample que transcorre de nord a sud, i separa a banda i banda els conjunts arquitectònics. S'ha documentat diverses cases complexes amb varies estances i altres domesticofamiliars.
El Forn d'Época Moderna. Probablement cal relacionar amb el mas el funcionament del forn d'època moderna que hi ha uns 40 m al sud-oest del conjunt d'edificis. Es tracta d'un forn descobert pel propietari del mas Narcís Llavanera, sense que avui dia sigui possible precisar el context de la seva descoberta. L'any 1991 va ser documentat durant l'excavació arqueològica programada dirigida per Enriqueta Pons i Andrés Adroher del jaciment de Mas Castellar. El forn no va ser excavat pel per la perillositat que comportava.

## Galeria d'imatges

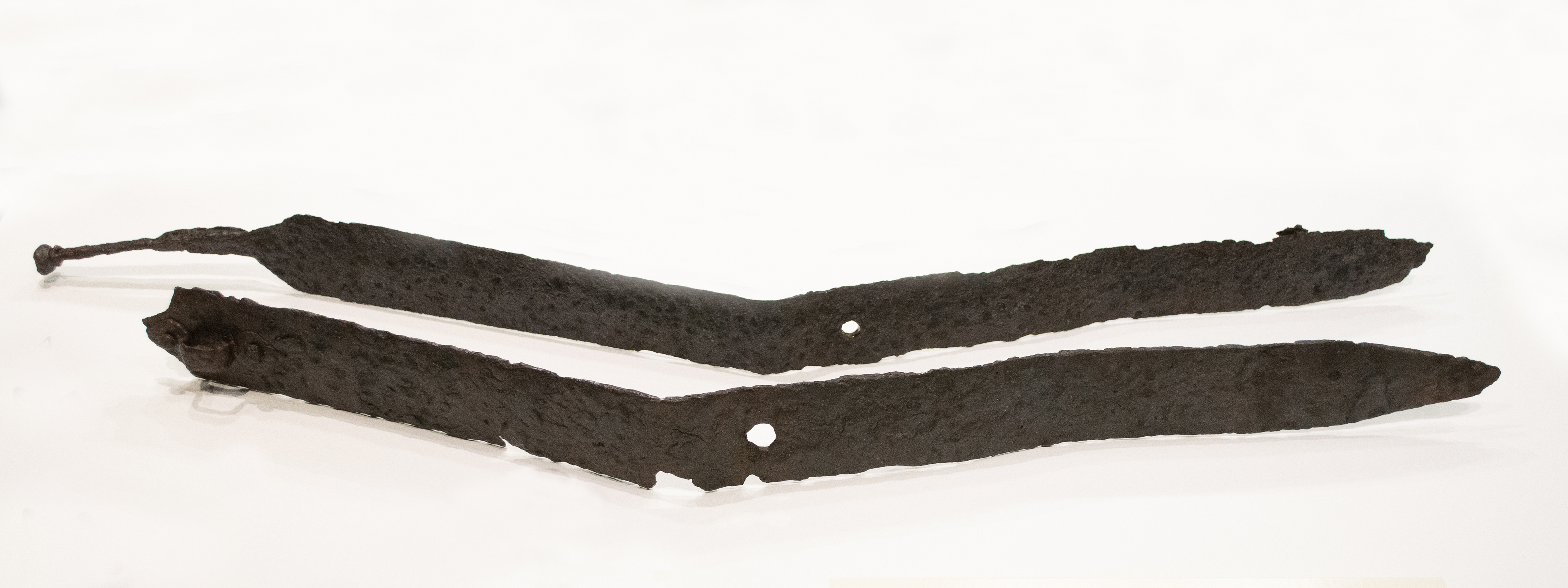
Espasa i beina iberes del poblat ibèric de Mas Castellar de Pontós. 225-220 a.C.
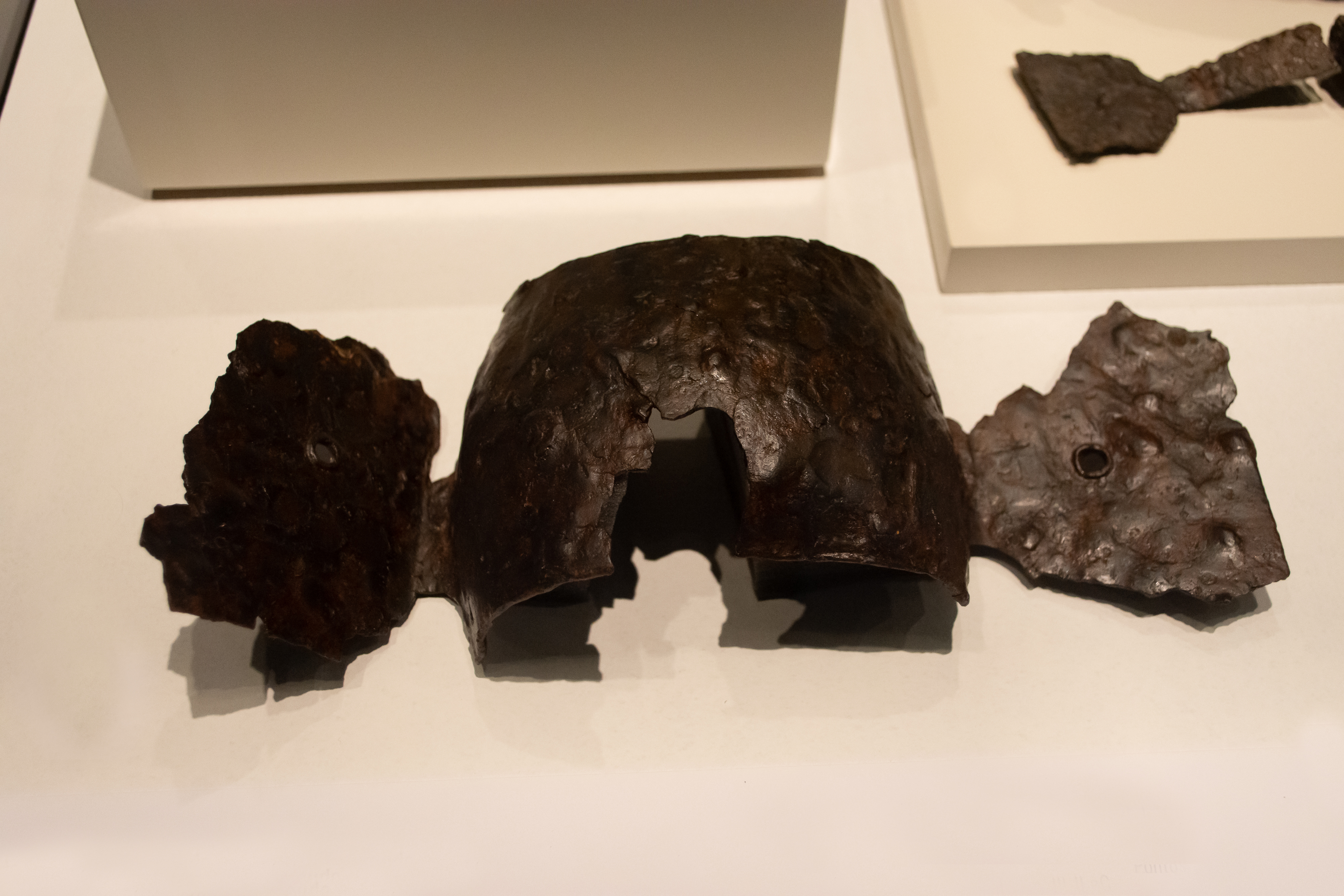
Umbe d'escut ibèric del poblat ibèric de Mas Castellar de Pontós
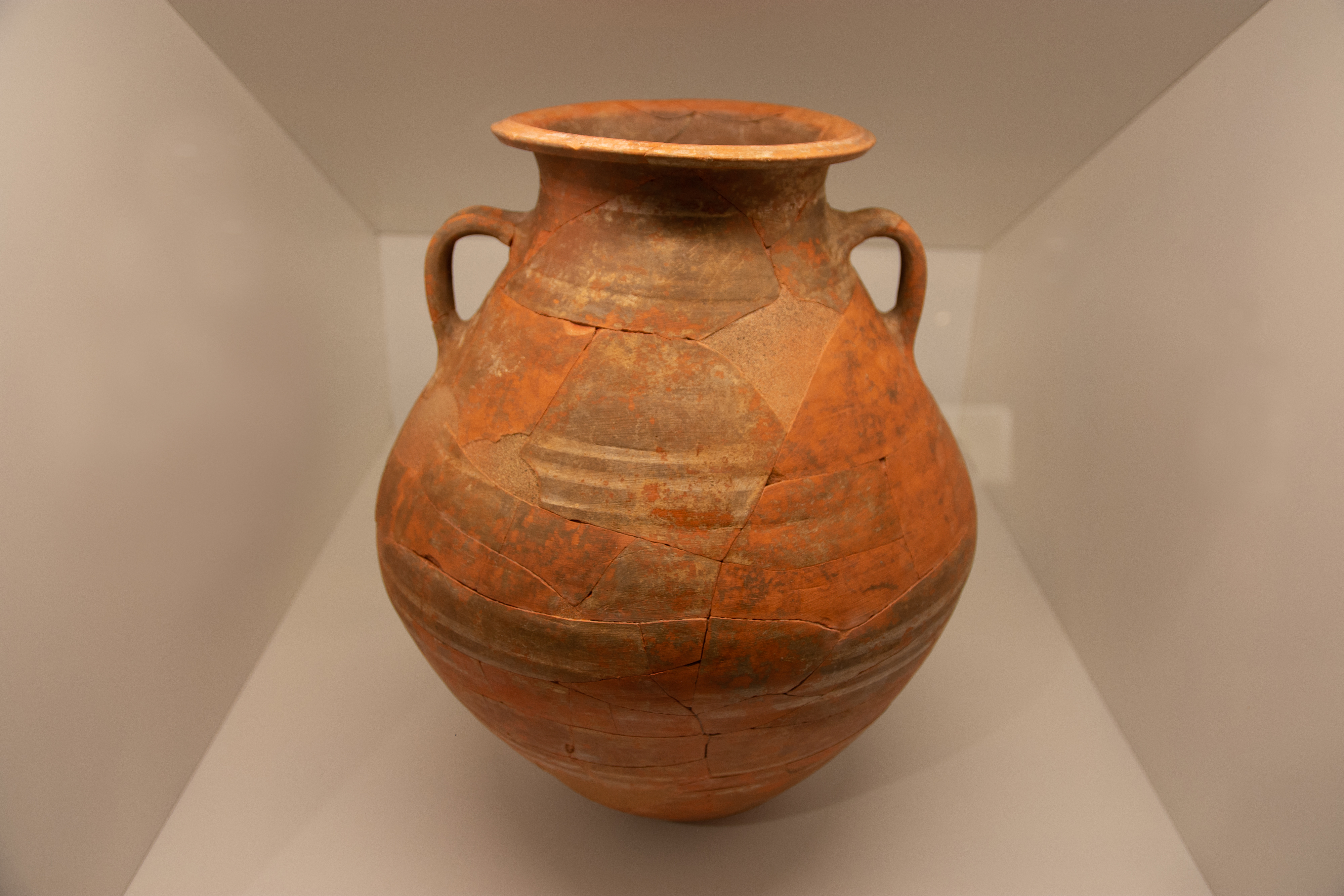
Gerra ibèrica amb pintura blanca, 400-300 a.C. procedent de Mas Castellar (MNAC)